# Sampurskij rajon
Il Sampurskij rajon (in russo Сампурский район?) è un rajon dell'Oblast' di Tambov, nella Russia europea; il capoluogo è Satinka. Istituito nel 1928, ricopre una superficie di 1.008 chilometri quadrati e consta di una popolazione di circa 14.500 abitanti.